# Downtown Toronto

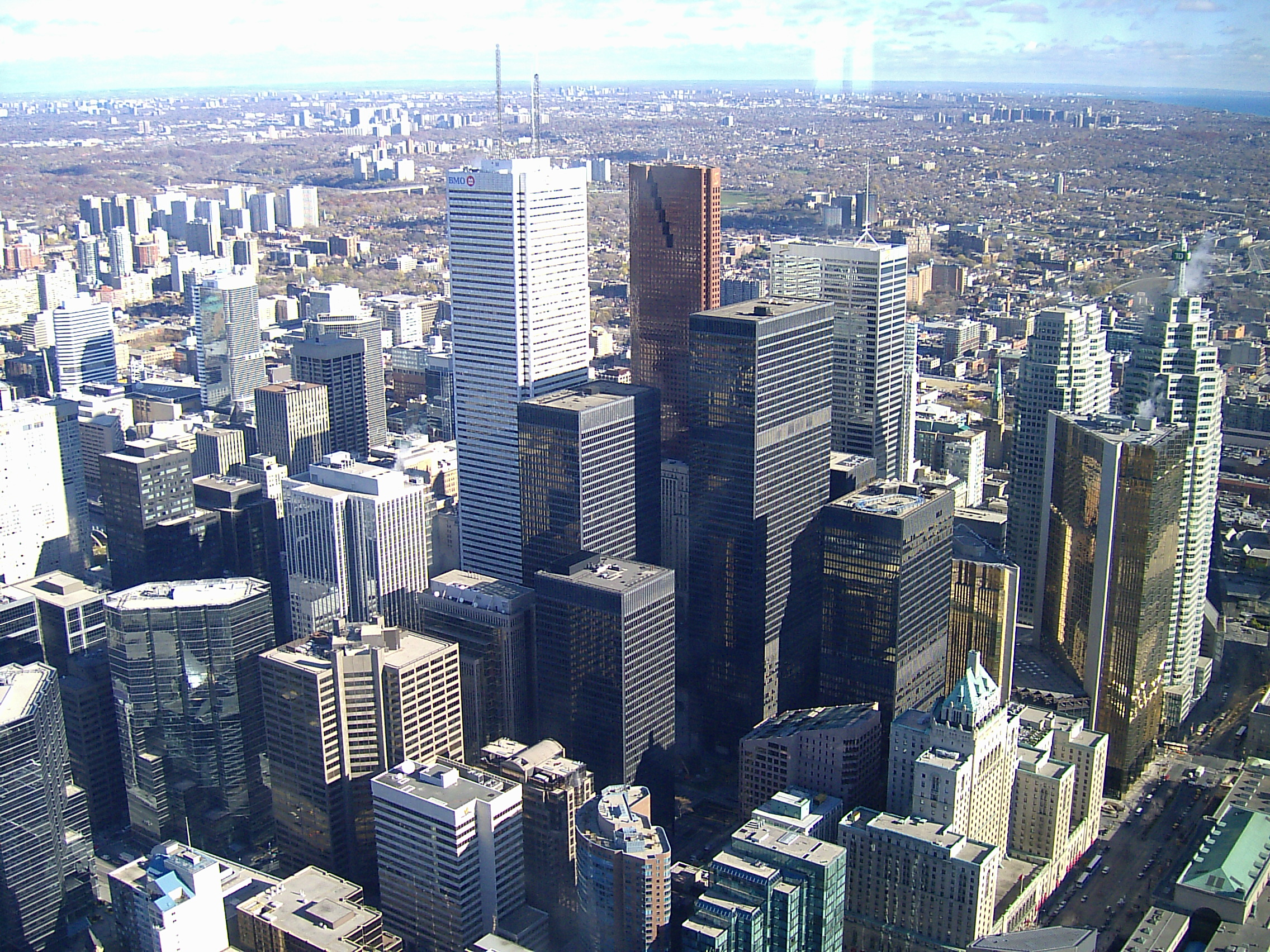
Visione aerea dell'area finanziaria del Centro di Toronto

Il Downtown Toronto o in italiano Centro di Toronto è il distretto affaristico principale di Toronto (Ontario) in Canada.
Situato interamente nell'ex municipalità di Old Toronto (Vecchia Toronto), approssimativamente confinante a nord con Bloor Street, il Lago Ontario a sud, il Fiume Don a Est e Bathurst street a ovest.
L'area contiene la più grande concentrazione di grattacieli della città oltre al governo municipale e provinciale dell'Ontario.
Toronto ha il più massiccio skyline del Nord America dopo New York e Chicago.

## Luoghi famosi del centro
- 299 Queen Street West
- Air Canada Centre
- Art Gallery of Ontario
- Bathurst Street Theatre
- BMO Field
- Brookfield Place
- Canadian Broadcasting Centre
- Canon Theatre
- CN Tower
- Distillery District
- Elgin and Winter Garden Theatres
- Exhibition Place
- First Canadian Place
- Fort York
- Four Seasons Centre
- Harbourfront Centre
- Hockey Hall of Fame
- Kensington Market
- Maple Leaf Gardens
- Nathan Phillips Square
- Ontario Place
- Osgoode Hall
- PATH Underground
- Princess of Wales Theatre
- Queen's Park
- Queen's Quay
- Ricoh Coliseum
- Rogers Centre (Formerly SkyDome)
- Royal Alexandra Theatre
- Royal Ontario Museum
- Roy Thomson Hall
- Ryerson University
- St. Lawrence Market
- Toronto City Hall
- Toronto Coach Terminal
- Toronto Eaton Centre
- Toronto Islands
- University of Toronto (St. George campus)
- Varsity Arena
- Vecchio Municipio di Toronto
- Yonge-Dundas Square